# Totta
Il Totta (in russo Тотта?) è un fiume dell'Estremo Oriente russo, affluente di destra del Severnyj Uj (bacino idrografico dell'Aldan). Scorre nel Territorio di Chabarovsk.
La sorgente si trova sul versante occidentale della parte centrale dei monti Džugdžur e scorre con direzione sud-occidentale; sfocia nel Severnyj Uj a 111 km dalla foce. La lunghezza del fiume è di 127 km, l'area del bacino è di 2 640 km².